# فيل هاريس (لاعب كريكت)
فيل هاريس (12 مايو 1990 بورسستر في المملكة المتحدة - ) (بالإنجليزية: Phil Harris)‏ هو لاعب كريكت بريطاني. لعب مع Herefordshire County Cricket Club ‏ وCardiff MCC University ‏.

## وصلات خارجية
- فيل هاريس على موقع إي آس بي آن كريك إنفو (الإنجليزية)